# 나가사쿠 히로미
나가사쿠 히로미(일본어: 永作 博美, 1970년 10월 14일 ~ )는 일본의 배우, 가수이다.
이바라키현 나메가타 군 아소우마치(현·나메가타시) 출신. 타나베 에이전시 소속.

## 인물
- 데뷔곡 〈리틀★데이트〉의 멤버 마츠노 아리미가 센터의 위치였지만, 세컨드 싱글 이후, 나가사쿠가 센터를 맡고 있었다. 또, 다른 2명의 멤버에게서는, 남자 같은 후련한 성격으로부터, 〈아저씨〉라고 불리고 있었다.
- 오토메쥬쿠의 멤버로부터 연령이 멤버중에서 고연령이었던 탓인지, 언니라고 존경받고 있었다.
- 실연령보다 젊게 보이는 동안이며, 1995년의 드라마 〈산카쿠하트〉에서는 당시 24세면서 여고생역을 연기해 화제가 된다.
- 조리사 면허를 보유. 도쿄 조리사 전문학교 수료(1990년).
- 일부에서 〈경마를 좋아하는 사람〉이라고 하는 정보가 있었지만, 제50회 블루리본상 조연 여자배우상 수상에 관한 인터뷰로, 그것은 오보이다라고 답하고 있다[1].
- 근년, 마성의 여자를 연기하는 것이 증가했기 때문에, 나가사쿠 자신도 그렇다라고 생각되는 일이 있다고 하지만, 본인은 이것에 대해서는 〈그것은 나의 입에서는 정말…단지, 본디의 나와 역이 겹쳐 보이는 것은, 배우로서 정말 즐거운 일입니다.〉라고 코멘트하고 있다[2].

## 출연

### 드라마
- 카마쿠라 연애 위원회 〈만남은 ON TIME〉 (1991년, TBS)
- 기묘한 이야기 (후지 TV)
  - 제2시리즈 〈텔레폰 카드〉 (1991년) - 공연·히로미 역[3]
  - '94 칠석 특별편 〈벌칙 게임〉 (1994년) - 주연·유키 역
  - '96 겨울 특별편 〈아기 교육 소프트〉 (1996년) - 주연·와타나베 노리코 역
  - '99 봄 특별편 〈협력자〉 (1999년) - 주연·미모리 아즈미 역
  - '04 봄 특별편 〈마지막 한때〉 (2004년) - 주연·스즈키 야오이 역
  - '07 봄 특별편 〈분차치 교육〉 (2007년) - 주연·나시로 케이코 역
  - 21세기 21년째의 특별편 〈깡통차기〉 (2011년) - 주연·후지무라 사치코 역
- 햇빛이 비치는 장소 (1994년, 후지 TV) - 야마모토 후미에 역
- 레벨7 공백의 90일 (1994년, 칸사이 TV)
- 산카쿠하트 (1995년, TV 아사히) - 나나미 이쿠코 역
- 사랑의 도피 권유 (1995년, TV 아사히) - 우구이스다니 유이 역
- 우치다테 마키코의 실연 미술관 〈그 무렵〉 (1995년, 후지 TV)
- 사랑의 크로스 로드 (1996년, 칸사이 TV)
- 교토 매장금 전설 살인 사건 (1996년, TBS)
- 무서운 여자 시리즈 〈웃는 여자〉 (1996년, 후지 TV) - 주연
- 꼭 누군가를 만나기 위해 (1996년, TV 도쿄) - (제6화 게스트)
- 앗파레 요루주로 (1996년, NHK) - 오렌 역
- 혼자 살기 (1996년, TBS) - 니시지마 쿄코 역
- 사랑스런 미라이짱 (1997년, TV 아사히) - (제1화 게스트)
- 황금 알 (1997년, TBS) - 야마구치 료 역
- 파랑새 (1997년, TBS) - 아키모토 미키코 역
- 차가운 달 (1998년, 닛폰 TV) - 모리시타 미사키 역
- 혼자만의 그대에게 (1998년, TBS) - 혼다 사토미 역
- 잉어 (1998년, TBS)
- 해파리가 잠들 때까지 (1998년, SKY Perfect TV!) - 데마치 요코 역
- 주말혼 (1999년, TBS) - 아사이 츠키코 역
  - 주말혼 스페셜 (1999년 10월 1일)
- 노리개의 신 (1999년, NHK)
- 디어 프렌드 (1999년, TBS) - 카타히라 레이코 역
- 블랙 잭~장기 농장행 유령 버스~ (2000년, TBS) - 사야마 레이코 역
- 전설의 교사 (2000년, 닛폰 TV) - 진구지 키누카 역
- 백년의 이야기 (2000년, TBS) - 시마자키 요시에 역
- 오전 3시의 루스터 (2000년, TV 아사히) - 이마이 미나코 역
- 작은 다리를 놓다 (2001년, 마이니치 방송-MBS TV)
- Pure Soul~네가 나를 잊어도~ (2001년, 닛폰 TV) - 주연·세타 카오루 역
- 싱고 마마 드라마 스페셜 오하-는 세계를 구한다 (2001년, 후지 TV)
- 동경하는 사람 (2001년, 칸사이 TV)
- 혼외연애 (2002년, TV 아사히) - 주연·유아사 미츠루 역
- 우미자루 (2002년, NHK) - 우라베 미하루 역
  - 우미자루 2 (2003년)
- 전설의 마담 (2003년, 요미우리 TV) - 코젠지 레이코 역
- 마케이누 여자의 벽 제1화 〈결혼은, 아직 나타나지 않은 다랑어대뱃살과? or 근처에 있는 전갱이남과?〉 (2004년, TBS) - 주연·시로 마나미 역
- 라스트 프레젠트 딸과 사는 마지막 여름 (2004년, 닛폰 TV) - 모모세 유리 역
- 요츠야 군과 오오츠카 군/천재 소년 탐정 등장의 권 (2004년, TBS) - 나카오 요코 역
- 가장 소중한 데이트 (2004년, TBS) - 주연·하세가와 카야노 역
- 사랑의 헛소동 드라마 스페셜~Love Stories~〈형이라 불리는 여자〉 (2004년, 닛폰 TV) - 주연·카리노 스미코 역
- 교섭인 (2005년, TV 아사히) - 토노 마이코 역
- 행복 2020 (2005년, NHK) - 주연·아키즈키 유키노 역
- 사망 추정 시각 (2006년, 후지 TV) - 와타나베 미키코 역
- 여자와 남자와 이야기 PARTⅢ 〈제10화 프로포즈〉 (2005년, 아사히 방송-ABC TV) - 츠키다 토모미 역
- 시효경찰 (2006년, TV 아사히) - 아야메 타비코 역 (제4화 게스트)
- 공명의 갈림길 (2006년, NHK) - 차차→요도도노 역
- 주간 마키 요코 (2008년, TV 도쿄) - 카모메 역 (제12화 게스트)
- 네 개의 거짓말 (2008년, TV 아사히) - 주연·하라 시후미 역
- 후쿠이에 경부보의 인사~옥캄의 면도날~ (2009년, NHK) - 주연·후쿠이에 경부보 역
- 생명의 섬 (2009년, TBS) - 주연·진노 메구미 역
- 꺾이지 않는 여자 (2010년, 닛폰 TV) - 오사베 리코 역
- 뱀의 사람 (2010년, WOWOW) - 주연·미츠베 요코 역
- 11문자 살인사건 (2011년, 후지 TV) - 주연·유우키 리카코 역
- 사랑·운명~신주쿠 가부키쵸 카케코미테라~ (2011년, TV 아사히) - 나카하라 요코 역
- 더티 마마! (2012년, 닛폰 TV) - 주연·마루오카 타카코 역
- 나라고 하는 운명에 대하여 (2014년, WOWOW) - 주연·후유키 아키 역
- 안녕 나 (2014년, NHK) - 주연·호시노 토모미 역
- 여성 작가 미스터리즈 아름다운 세 가지 거짓말 제1화 〈문스톤〉 (2016년, 후지 TV) - 주연
- 형사 발레리노 (2016년, 닛폰 TV) - 아즈사 역

### 영화
- 도플갱어 (2003년, 아뮤즈 픽처스) - 유카 역
- 이시이 아버님, 고마워요 (2004년, 겐다이 프로덕션) - 이시이 시나코 역
- 공중정원 (2005년, 아스믹 에이스) - 이이즈카 아사코 역
- 천사 (2006년, 쇼치쿠) - 카스미 역
- 좋아해, (2006년, 비터즈 엔드) - 유우(34세) 역
- 기구클럽, 그 후 (2006년, 엠 에프 박스) - 미츠코 역
- 겁쟁이라도, 슬픈 사랑을 보여줘 (2007년, 팬텀 필름) - 네고우 마치코 역
- 돌핀 블루, 다시 한번 하늘로 (2007년, 쇼치쿠) - 쿠사카베 나나미 역
- 클로즈드 노트 (2007년, 토호) - 카나코 역
- 타인의 섹스를 비웃지 마라 (2008년, 도쿄 시어트리) - 주연·유리 역
- 동창회 (2008년, 에스피오) - 토모나가 유키 역
- R246 STORY 〈도시락 부부〉 (2008년, 고 시네마)
- 그날이 오기 전에 (2008년, 카도카와 영화) - 히노하라 토시코 역
- 마법사에게 소중한 것 (2008년, 닛카츠) - 소라의 엄마 역
- 클론은 집으로 돌아온다 (2009년, 아궁 잉크) - 타카하루 토키에다 역
- 괴물들이 사는 나라 (2010년, 워너 브라더스) - KW 역 (더빙판 성우)
- 조연 이야기 (2010년, 도쿄 시어트리) - 아야 역
- 술이 깨면, 집에가자. (2010년, 비터즈 엔도) - 소노다 유키 역
- 8일째 매미 (2011년, 쇼치쿠) - 노노미야 기와코 역
- 49일의 레시피 (2013년, 가가) - 주연·아츠타 유리코 역
- 맨 끝으로-매우 소중한 장소- (2014년, 토에이) - 주연·요시다 미사키 역
- 솔로몬의 위증 (2015년, 쇼치쿠) - 미야케 미라이 역
- 부부 일기 (2015년, 쇼게이트) - 주연·유코(아내) 역